# Якобо Тімерман
Якобо Тімерман (6 січня 1923 року — 11 листопада 1999 року) — аргентинський видавець і журналіст, який протистояв аргентинському військовому режиму.

## Біографія
Тімерман народився в Барі, Україна у єврейській родині Єви Берман та Натана Тімермана. Щоб уникнути переслідування євреїв та погромів у 1928 році родина емігрувала до Аргентини. Якобо на той час було п'ять років. Сім'я жила в єврейському районі Буенос-Айреса, займаючи єдину кімнату. Тімерман почав працювати у 12 років після смерті батька. Будучи молодим, Тімерман втратив око через інфекцію.
Тімерман став сіоністом. Він зустрів свою майбутню дружину Рішу Міндлін на конференції сіоністів у Мендосі. Вони одружилися 20 травня 1950 року.
У Якобо та Ріші Тімерман було три сина. Коли вони емігрували до Ізраїлю, діти супроводжували їх. Тімерман повернувся в Аргентину в 1984 році, після того, як покинув Ізраїль у 1982 році, і певний час жив у Мадриді та Нью-Йорку.
Даніель Тімерман поселився у Ізраїлі, де у нього з дружиною було троє дітей. Будучи молодим чоловіком, він був засуджений до кількох тюремних термінів за відмову від служби в Ліванській війні 1982 року.
Гектор Тімерман також повернувся в Аргентину і став журналістом. Він обіймав посаду міністра закордонних справ Аргентини у 21 столітті. Був консулом у Нью-Йорку і послом у Сполучених Штатах Америки у грудні 2007 року.
Хав'єр Тімерман оселився в Нью-Йорку з дружиною та трьома дітьми.
Тімерман повернувся до Аргентини у 1984 році і дав свідчення в Національній комісії зникнення людей. Він продовжував писати, видаючи книги у 1987 році про Чилі за режиму Августо Піночета, а в 1990 році про Кубу за Фіделя Кастро.

## Кар'єра
Тімерман вільно володів англійською та іспанською мовами. Він був журналістом, постійно вдосконалював свої вміння, звітуючи про різні події. Тімерман набував досвіду, інформуючи про політику Аргентини та Південної Америки.
У 1962 році Тімерман заснував «Аргентинський тижневик новин» Primera Plana. У 1964 році Тімерман подав у відставку з посади редактора на тлі чуток про офіційні погрози через «опозицію до уряду». Журнал оголосив про відставку Тімермана після того, як він повідомив про урядові погрози санкціонувати публікації.
У 1965 році він заснував ще один новинний тижневик під назвою Confirmado (The Journal).
У 1971 році Тімерман заснував La Opinión, який багато хто вважав «найбільшою його кар'єрою» Тімерман почав більш глибоко висвітлювати теми, і журналісти підписували свої статті, щоб їх роботу можна було ідентифікувати.
В Ізраїлі Тімерман написав та опублікував свою найвідомішу книгу «В'язень без імені», «Камера без номера»(1981), спогад про його тюремний досвід, що додало Тімерману міжнародної репутації. Він також опублікував «Найдовшу війну», критичну книгу про війну в Лівані в 1982 році .
Під час політичних заворушень у 1974 році Тімерман отримував погрози від Аргентинського антикомуністичного альянсу

### Опініон
З 1971 по 1977 р. Тімерман редагував газету «Опініон». Під його керівництвом у виданні повідомляли новини та критику порушень прав людини аргентинського уряду в перші роки Брудної війни. Одним із заможних захисників газети був Девід Грейвер, єврейський підприємець, який мав зв'язки з лівою партизанською групою, відомою як Монтонерос, яка була заборонена. Грейвер позичив гроші на папір у 1974 році. Через нібито зв'язки Грейвера з Монтонеросом, Тімермана пізніше критикували за його зв'язки з бізнесменом.
Видавець повідомляв про тероризм як лівий, так і правий. Тімерман вважав, що був єдиним, хто наважився точно звітувати про поточні справи, не приховуючи події за евфемізмами. Пізніше Тімерман написав у «В'язень без імені» (1981): «Під час своєї журналістської кар'єри, зокрема як видавця та редактора La Opinión, я отримав незліченну кількість погроз»." Одного ранку два листи надійшли на ту саму пошту: один був від правої терористичної організації, яка засуджувала мене до смерті; інший лист був від терористичної групи троцькістів, Ejercito Revolucionario Popular і там було зазначено, що якщо я продовжуватиму звинувачувати лівих революціонерів у фашизмі, мене будуть судити і, швидше за все, буду засуджений до страти". Тімерман зберігав свою відверту підтримку Ізраїлю. У 1975 році у відповідь на Резолюцію Генеральної Асамблеї ООН 3379, яка засудила сіонізм як расизм, він написав «Чому я — сіоніст».

### Військовий переворот
Тімерман продовжував видавати La Opinión протягом року після перевороту.
Антисемітизм посилився в 1970-х роках, коли праві фракції стали більш потужними. Євреї були націлені на ЗМІ, включаючи телевізійні станції, якими керував уряд. Книга під назвою План Андінія, видана анонімно в 1977 році, попереджала про міжнародну сіоністську змову щодо контролю над частиною Аргентини ..
Антисемітські вибухи також зростали, часто до десяти на місяць у 1976 році..
На початку квітня військові почали заарештовувати людей, пов'язаних з аргентинським банкіром Девідом Грейвером, який покинув країну в 1975 році і був повідомлений про загибель у авіакатастрофі в Мексиці в 1976 році. Він підозрювався у фінансуванні лівих партизанів Монтонерос через відмивання грошей у мільйони доларів, отримані від їх викрадення. Звіти свідчать, що за цим звинуваченням було заарештовано від 100 до 300 осіб..

## Арешт
На світанку 15 квітня 1977 року в будинку Тімермана з'явилася військова поліція в цивільному одязі та взяла його під варту. Енріке Джара, помічник редактора «La Opinion», також був заарештований.Було оголошено, що Тімерман і Джара тримаються разом із 13 іншими особами, «стосовно розслідування справи Грейвера». Того ж дня Федеральне бюро розслідувань США оголосило, що воно долучилося до справи..

## В'язниця та катування
Пізніше Тімерман засвідчив:
```
Заарештували мене в моєму будинку у федеральній столиці. Вони відвезли мене до штабу поліції провінції Буенос-Айрес, де мене допитали Кемпс та Етчеколац. Звідти мене перевели до Кампо де Майо, де вони змусили мене підписати заяву. Потім вони залишили мене в Пуесто Васко, де  катували, після чого мене знову передали до Центрального управління Федеральної поліції, де через 25 днів я зміг зв’язатися зі своєю родиною. Звідти вони відвезли мене до COT-I Martínez, потім знову до Центрального департаменту Федеральної поліції. Зрештою, я був юридично інтернований у пенітенціарному закладі Магдалини.
```

Пізніше Рампон Кемпс і Мігель Етчеколац були засуджені за причетність до широко розповсюджених тортур та «зникнення» під час війни. Викрадення та затримання Тімермана було встановлено за замовленням генерала Гільєрмо Суареса Мейсона.
Пізніше Тімерман написав, що його заарештував «екстремістський сектор армії», який «був також серцем нацистських операцій в Аргентині». Він сказав, що його викрадачі звинувачують його у причетності до «плану Андінії» (передбачуваної змови сіоністів щодо контролю над частиною Аргентини). Тімерман вважав, що ці в'язниці пощадили його життя, оскільки вони розглядали його як потенційно важливе джерело інформації про план. Охоронці також допитували Тімермана про його стосунки з покійним банкіром Девідом Грейвером. Тімерман зазнав тортур електричним струмом, побоїв та одиночного ув'язнення .

## Виправдання та домашній арешт
Тімерман був виправданий військовим судом у жовтні 1977 року. Військові продовжували звинувачувати його у «недотриманні основних моральних принципів при здійсненні громадських, політичних чи профспілкових служб».. 30 березня 1978 року з'явилися чутки, що хунта вирішила змінити статус Тімермана. 17 квітня 1978 року він був офіційно звільнений із в'язниці, але поміщений під постійний домашній арешт у своїй резиденції на вулиці Аюкучо..
Незабаром після того, як Патт Деріан (міністр з прав людини) виголосив Віделу про цю справу, Тімермана викликали перед міністром внутрішніх справ. Він запитав, чому його тримають. Міністр сказав: «Ви визнали себе сіоністом, і ця точка була розкрита на зустрічі всіх генералів».
Тімерман сказав: «Але бути сіоністом не заборонено».
Міністр відповів: "Ні, це не заборонено, але, з іншого боку, це не чітке питання. Крім того, ви зізналися. І генерали це усвідомлюють. ".

## Реакція на його ув'язнення
Тімерман став найвідомішим аргентинським політичним в'язнем Його дружина Ріша допомогла підвищити рівень міжнародної обізнаності про його ув'язнення. У аргентинській пресі арешт Тімермана висвітлював лише Буенос-Айрес Геральд (написаний англійською мовою). Пізніше редактор «Геральда» Роберт Кокс був заарештований і ув'язнений.
Влада серед єврейської громади в Аргентині мовчала щодо арешту Тімермана. Хоча деякі керівники були друзями видавця, їхні установи, зокрема El Delegación de Asociaciones Israelitas de Argentina (DAIA), мовчали з цього приводу.
У квітні 1978 року DAIA випустила заяву про схвалення урядом рішення щодо Тімермана, заміну в'язниці домашнім арештом.
Небажання єврейської установи в Аргентині захищати Тімермана додало труднощів Ізраїлю у виборі способу реагування на політичну кризу в країні.
У цей період ізраїльський уряд підтримував дипломатичні зв'язки та продаж зброї аргентинському режиму. Звернення ізраїльської єврейської громади, на яку було непропорційно орієнтовано у Брудній війні, ізраїльський уряд ігнорував. Кнессет заборонив обговорювати цю тему.
Арешт Тімермана викликав дипломатичну відповідь із Ізраїлю. За словами історика Раанана Рейна та журналіста Ефраїма Давіді, 
 "Офіційну політику Ізраїлю можна охарактеризувати як прагнення довести хунті, що вона допустила серйозну помилку при арешті журналіста, але щоб уникнути розпалу міжнародної громадської думки проти режиму 
 ізраїльський уряд таємно тиснув Аргентину на звільнення Тімермана, але не висував публічних вимог.
В рамках такого підходу ізраїльські дипломати прагнули зменшити висвітлення преси про ув'язнення Тімермана.
Згідно з даними 2001 року сина Тімермана Гектора, посол Ізраїлю Рам Ніргад та американсько-аргентинський рабин Маршалл Мейєр відвідали будинок Тімермана. Ніргад попросив Тімермана підписати лист, в якому сказано, що він добре поводиться і не має проблем з урядом. Журналіст відмовився і сказав, що краще залишиться під вартою.
Тімерман засудив Генрі Кіссінджера, радника президента США з національної безпеки] Ніксона) за підтримку військового режиму, навіть після того, як президент Джиммі Картер вступив на посаду. Картер публічно висловив занепокоєння адміністрації щодо прав людини в Аргентині, коли в листопаді 1977 року генерал Відела відвідав Вашингтон, щоб підписати договори про Панамський канал . Реп. Сільвіо О. Конте з штату Массачусетс відвідав Тімерман на початку 1978 року, згодом закликав звільнити його і характеризував ув'язнення як питання прав людини.
У серпні 1979 року група з 18 конгресменів США виступила на захист Тімермана. Серед них — Кріс Додд, Джон Х. Русселот, Гус Ятрон, Бенджамін Стенлі Розенталь, Генрі Ваксман та Гладіс Спелман, які порівнювали ситуацію в Аргентині з нацистським Голокостом .

Радянський Союз також підтримував зв'язки з урядом Аргентини в цей період, і країни мали торгові відносини. Дипломатичні відносини не були особливо міцними, оскільки Відела виступав проти комунізму і вважав Аргентину частиною загального союзу з Ізраїлем проти СРСР.

## Звільнення та заслання
19 вересня 1979 р. Верховний суд Аргентини наказав негайно звільнити Тімермана. 20 вересня уряд провів таємне засідання. Деякі військові керівники хотіли не послухатись постанови, але президент Відела та інші погрожували відставкою, наполягаючи на звільненні Тімермана. 25 вересня Міністерство закордонних справ підтвердило, що Ізраїль прийме Тімермана. Його аргентинське громадянство було анульовано, і його розмістили під час рейсу до Мадрида на шляху до Ізраїлю. Один із супровідних ізраїльтян Пінхас Авіві порадив Тімерману мовчати про своє ув'язнення. Він ігнорував цю пораду і дав прес-конференцію по телефону, як тільки приземлився в Мадриді. Він подорожував до Ізраїлю, приїхавши вчасно до Йома Кіпура . Його дружина та троє синів також переїхали до Ізраїлю.  

## Ізраїль
Після прибуття до Ізраїлю Тімерман проживав у Рамат-Авіві (мікрорайоні Тель-Авіва). Він отримав ізраїльське громадянство. Військові конфіскували усе його майно в Аргентині, але він володів літнім будинком в Уругваї, який згодом продав.
Він домовився написати шість статей про його ув'язнення. Вони мали бути синдикованими на міжнародному рівні.

### В'язень без імені
У Тель-Авіві Тімерман написав і опублікував спогад про перебування в Аргентині «В'язень без імені», «Келія без числа» (1981). Книга здобула миттєву міжнародну популярність. Тімермана запросили читати лекції про його досвід в Ізраїль, Європу, Канаду та США, що підвищило його міжнародне визнання.
Книга поєднує розповіді про ув'язнення Тімермана, його життя та різні теми аргентинської політики. В'язень без імені представив світові нові подробиці про аргентинську військову диктатуру.
Книга була опублікована спочатку англійською мовою у Сполучених Штатах. Маарів планував опублікувати версію івриту в Ізраїлі, але вийшов із проекту. Доміно його опублікував замість цього. Амос Елон зазначив в редакційній статті Ha'aretz, що "один з основних акціонерів Маарів мають тісні ділові зв'язки з Аргентиною […] Сановники та громадські діячі, які вітали його в аеропорту, віддалилися від нього.
Президент Відела поскаржився новопризначеному ізраїльському послу в 1980 році, що Тімерман «організовує кампанію з пошани Аргентини у всьому світі». Аргентинський уряд стверджував, що Тімерман був заарештований здебільшого через свою причетність до Девіда Грейвера. Аргентинські дипломати продовжували чинити тиск на Ізраїль з цього приводу, заявляючи, що Тімерман «даремно приймає ім'я Голокосту, порівнюючи сьогодні Аргентину з нацистською Німеччиною».

Як іноземцю, Тімерману не давали свідчень на слуханнях. Він говорив з журналістами в залі, коментуючи, що "тиха дипломатія — це мовчазна дипломатія. Він продовжив обговорення прав людини та зовнішньої політики США: 
 Опозиція Тімермана приписується тим, що він забезпечив невдачу в номінації «Лефевер».
Незабаром після звільнення з в'язниці Тімермана та інших журналістів відвезли до Лівану. Він написав книгу під назвою «Найдовша війна: Вторгнення Ізраїлю до Лівану» (1982). Його глибоко турбувала Ліванська війна (1982) хоча він був гарячим сіоністом протягом більшої частини свого життя.
Тімерман був розчарований окупацією Ізраїлем палестинської території. Він писав: «І я також розлючений на нас, на ізраїльтян, які, використовуючи, пригнічуючи та жертвуючи ними [палестинцями], змусили єврейський народ втратити моральну традицію, своє належне місце в історії». Він порадив синові Даніелю прийняти вирок у в'язниці, а не воювати у війні 1982 року. Даніеля засудили.

## Подорож і повернення в Аргентину
7 січня 1984 року він і Ріша повернулися в Буенос-Айрес ..
Тімерман зберіг ізраїльське громадянство, коментуючи незабаром після повернення в Буенос-Айрес: "Я громадянин Ізраїлю. Якщо аргентинський уряд добровільно вирішить повернути мені своє аргентинське громадянство, я прийму його лише до тих пір, поки зможу зберегти своє ізраїльське громадянство ".
Повернувшись в Аргентину, Тімерман дав свідчення в Національній комісії зникнення людей про свій досвід у в'язниці. Як журналіст, він продовжував критикувати уряд Ізраїлю за те, що вважав його недоліками.
У 1985 році уряд притягнув до кримінальної відповідальності численних людей за злочини, вчинені під час брудної війни, а основні діячі були засуджені та засуджені до в'язниці.
У 1987 році Тімерман видав книгу Чилі: Смерть на півдні, критичний огляд життя під диктатором Августо Піночет . Книга висвітлює бідність, голод та насильство, спричинені військовою диктатурою Піночета.
Тімерман стверджує, що чилійські центристи і праві повинні бути готові вступити на місце військових і керувати ними. Він також припустив, що Католицька Церква відіграватиме важливу роль у відновленні країни..
Книга Тімермана про Кубу 1990 р. критикувала як комуністичний уряд, так і несприятливий вплив блокади США на Кубу. Він припустив, що в країні можна досягти невеликих політичних змін до закінчення правління Кастро.
У 1996 році разом з журналістом Гораціо Вербицьким, романістом Томашем Елой Мартинес та іншими особами Тімерман створив організацію свободи преси в Буенос-Айресі.
У березні 1996 року Верховний суд призначив новий судовий розгляд у справі про наклеп, вперше відкриту в 1988 році Менемом і двічі перемагав Тімерман. Адвокати Менема мали передбачувані процедурні помилки. Тімерман написав до суду, відмовившись знову захищати справу, з Уругваю, де він пішов у відставку. Періодисти, Асоціація захисту незалежної журналістики, протестували проти рішення суду.

## Смерть
```
Тімерман в останні роки хворів, але продовжував боротися за свободу преси. Помер від серцевого нападу в 
Буенос-Айресі
 11 листопада 1999 року. 
```

У 2006 році Мігель Етчеколац, директор розслідувань провінційної поліції, який наглядав за арештом та тортурами Тімермана, був засуджений до ув'язнення. Трибунал описав дії Етчеколаца проти політв'язня як геноцид.
9 жовтня 2007 р. католицький священик Крістіан Фон Верніч, особистий сповідник провінційного начальника поліції Рамона Кемпса, який займав посаду інспектора при Etchecolatz, був засуджений за причетність до викрадення та тортур Тімермана та багатьох інших політичних в'язнів у 1970-х. Його засудили до довічного позбавлення волі.

## Відзнаки та нагороди
- 1979 р. — Тімерман отримав премію за свободу Губерта Х. Хамфрі
- У 1980 році Всесвітня асоціація газет нагородила Тімермана премією «Золоте перо свободи[zh]» як визнання його мужності у відстоюванні права на свободу преси.[56]
- Його спогади « В'язень без імені» отримали низку нагород:
  - Премію Американського товариства журналістів та авторів «Совість в медіа»
  - Золотий кинджал CWA для художньої літератури
  - Приз Хіллмена
  - Лос-Анджелес Таймс Книжкову премію за поточні події
  - Премію з прав людини Летеліє-Моффіт від Інституту політичних досліджень
  - Премію Peabody
- 1984 р. — Президент Аргентини Рауль Альфонсін відзначив його орденом генерала-визволителя Сан-Мартін[57]
- 2000 р. Тімерман посмертно названий одним із 50 Героїв Всесвітньої свободи преси Міжнародного інституту преси за останні 50 років.[58]